# Traversara (Bagnacavallo)
Traversara è una frazione del comune di Bagnacavallo, in provincia di Ravenna.

## Geografia
Traversara è situata a margine dell'argine sinistro del fiume Lamone, 4,5 km ad est di Bagnacavallo.

## Storia
La località risulta insediata almeno dall'epoca romana, come testimoniato dal rivenimento di monete imperiali.
Fu uno dei castelli più antichi della Romagna, originariamente edificato nell'anno 495 da Teodoro Traversari, capostipite della potente famiglia ravennate dei Traversari. Nel 1281 Giovanni d'Appia assediò il castello di Traversara, ma fu respinto da Guglielmo Traversari con i suoi armati. Nel 1303, andando contro al divieto imposto dai Da Polenta e dal senato di Ravenna, Pietro Traversari portò nel suo castello un notevole quantitativo di grano e vettovaglie: per tale motivo, il senato ravennate decretò che il castello fosse raso al suolo, costringendo la famiglia Traversari a trasferirsi a Venezia e a Portico di Romagna, ove nel 1386 nacque l'umanista Ambrogio Traversari detto Ambrogio Camaldolese.
Nel 1371 la comunità contava 54 famiglie nel territorio di Bagnacavallo e 11 famiglie in quello dei polentani.

## Monumenti e luoghi d'interesse

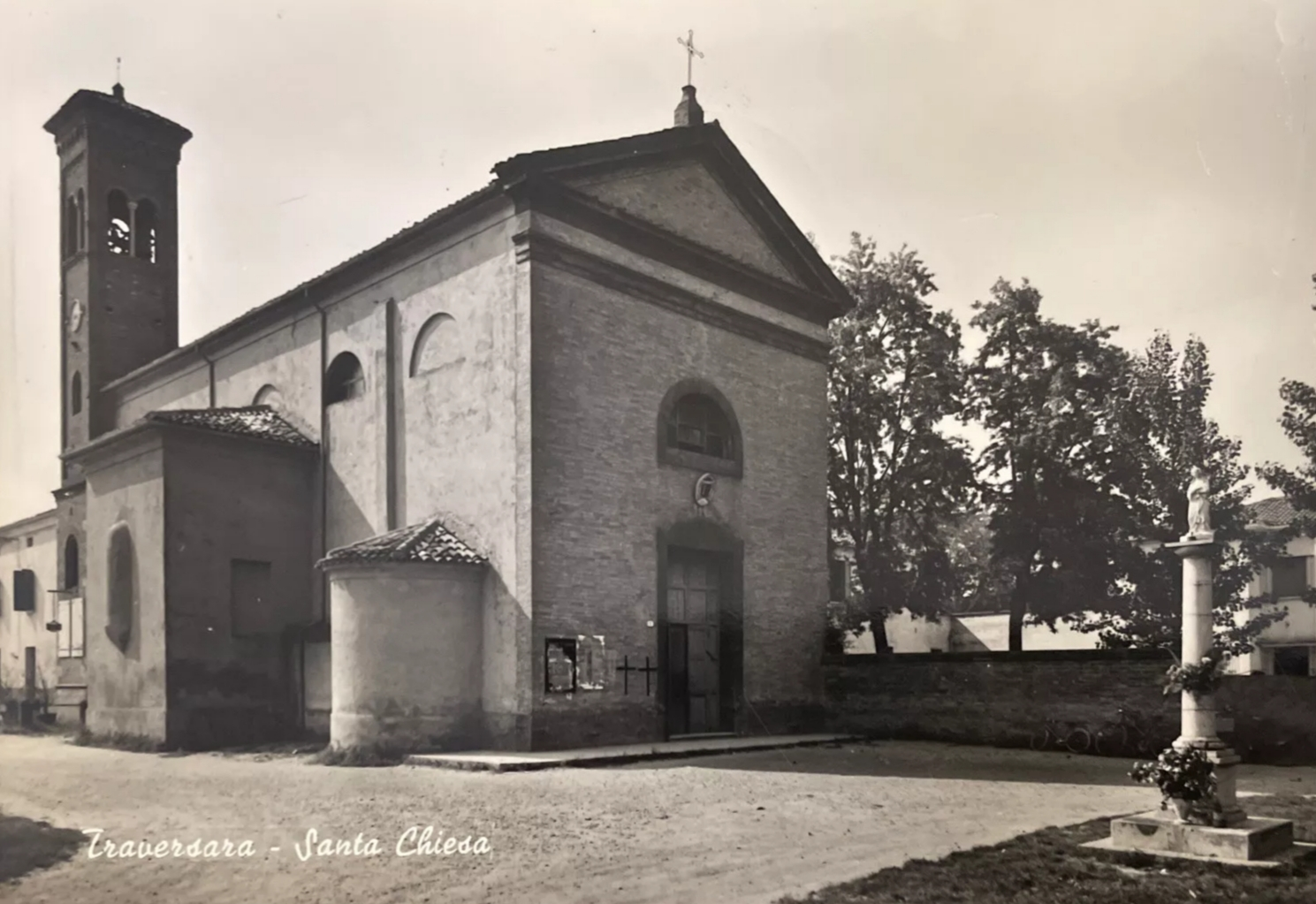
Chiesa di Santa Maria Assunta

La chiesa di Santa Maria Assunta risale al XIX secolo, edificata sulla precedente chiesa del XV secolo. Il campanile venne ricostruito nel 1927.
La Torre di Traversara è una fortificazione del XIV secolo, già appartenuta ai conti Hercolani fino al XIX secolo, poi ceduta ai conti Vitelloni di Bagnacavallo che alla del fine secolo la vendettero a Leonardo Rambelli, Magistrato alle Acque di Venezia. La torre venne infine acquisita dal pittore Giuseppe Rambelli (1797-1849) e dai suoi discendenti.